# 劳动商品论
劳动商品论是1979年开始林子力等中国研究者针对中国的现实问题——社会主义与市场经济的统一问题而建立起来的一种经济学基础理论。劳动商品论即劳动商品性理论或劳动商品化理论，是关于人的劳动（活劳动）的商品性或商品化问题的理论。

## 现实问题
- 真正意义上的市场经济产生于资本主义社会，资本主义经济就是资本主义市场经济。邓小平明确地提出社会主义市场经济理论，使得社会主义市场经济成为政治经济学的一个新范畴。
- 然而，经济理论界却一直未就社会主义与市场经济在理论与实践上能否统一、两者统一的前提条件进行比较科学地分析论证，社会主义市场经济的本质内涵、社会主义市场经济条件下按劳分配的意义、社会主义市场经济与资本主义市场经济的异同等成为经济理论界亟须研究探讨的问题。

## 基本观点
劳动商品论的基本观点是：
- 在一定条件（生产资料公有制）下，人的劳动（活劳动）是商品[1]。
- 人的劳动的价值即人的活劳动的价值就是人的具体活劳动中所包含的抽象活劳动；活劳动的价值量决定于个别私人活劳动中所包含的社会必要劳动量（社会必要劳动时间）[2]。
- 人的活劳动为商品时，劳动者的工资形式上是其必要劳动的价值或价格，本质上为其劳动的价值或价格[3]。

## 主体理论

### 劳动力与劳动的关系
1. 劳动力与劳动的内涵关系。劳动力与劳动既有严格的区别，又有密切的联系。劳动力是人创造使用价值时所运用的体力与智力的总和（内在的聚合状态）；劳动是人创造物质财富或精神财富时所发挥的体力与智力活动（外在的流动状态）。劳动力的大小决定于先天和后天、主观与客观等多种因素，在先天因素近似相同的条件下主要决定于后天的劳动学习和劳动实践，而衡量劳动力大小的标准还只能是劳动者的劳动。这就是说，劳动不仅是劳动力的使用和耗费过程，而且是劳动力的表现和量度过程。一个人具有多大的劳动力，就能够支付出多大量的劳动；反之，一个人能够支付出多大量的劳动，就具有多大的劳动力。劳动力是潜在的劳动，劳动是显现的劳动力，两者的内涵和外延不同，但其表现形式相同[4]。
2. 劳动力与劳动的商品关系。以斯密和李嘉图为首的古典经济学家认为，劳动决定商品价值并且劳动是商品（资本主义手工业条件）[5]。而马克思首先发现和证明了生产商品的劳动包含着具体劳动和抽象劳动的二重性，为劳动价值理论和剩余价值理论的建立奠定基础。马克思认为商品的价值决定于凝结在商品中的一般（抽象）人类劳动，劳动力（非劳动）是商品（资本主义机器大工业条件）[6]。当代国内一些研究者则认为，在生产资料私有制为主体（资本主义）的条件下，劳动力是主体性商品；而在生产资料公有制为主体（社会主义）的条件下，劳动是主体性商品[7][8][4]。
3. 劳动力与劳动的价值关系。劳动力的价值，由生产和再生产劳动力所必需的社会必要劳动时间决定，就是维持劳动力所有者所需要的生活资料的价值[9]。劳动的价值即人的劳动的价值，就是人的具体劳动中所包含的抽象的人类劳动；劳动的价值量，决定于个别私人劳动中所包含的社会必要劳动量（社会必要劳动时间）。劳动与劳动力的表现形式相同，但两者价值量的大小却可以不同[4]。

### 生产和再生产的实现
1. 现代社会生产分为三大部类。第一部类（Ⅰ）为实物性生产资料的生产，第二部类（Ⅱ）为实物性生活资料的生产，第三部类（Ⅲ）为劳务生产（包括精神生产）。第三部类（Ⅲ）又可分为两大方面：为生产服务的劳务生产与为生活服务的劳务生产，其中为生产服务的劳务称之为生产性劳务，为生活服务的劳务称之为生活性劳务，以区别于第一部类（Ⅰ）的实物性生产资料与第二部类（Ⅱ）的实物性生活资料。
2. 三大部类简单再生产的实现条件。简单再生产的第一个条件表示第一部类的劳务性不变资本与可变资本及剩余价值三者之和，必须等于第二部类与第三部类不变资本中实物性生产资料的价值之和。第二个条件表示第二部类全部产品中生产性与生活性劳务的价值之和，必须等于第三部类全部产品中实物性生活资料的价值之和。
3. 三大部类扩大再生产的实现条件。扩大再生产的第一个实现条件表示第一部类的劳务性不变资本及其追加值、可变资本及其追加值与企业家个人消费（或社会公共消费）的剩余价值三者之和，必须等于第二部类与第三部类不变资本及其追加值中实物性生产资料的价值之和。第二个实现条件表示第二部类不变资本及其追加值、可变资本及其追加值与企业家个人消费（或社会公共消费）的剩余价值三者中生产性与生活性劳务的价值之和，必须等于第三部类不变资本及其追加值、可变资本及其追加值与企业家个人消费（或社会公共消费）的剩余价值三者中实物性生活资料的价值之和[10]。

### 产权的社会化与劳动的解放
1. 在传统的封闭式所有制中，每一个劳动者都只和所有者进行买卖，而他们相互之间却不发生交换关系。劳动和所有权之间的这个买卖，是所有权购买劳动，支付劳动价格，从而支配劳动，所有权是生产的主体。这个买卖的双方，一方只买不卖，他方只卖不买；一方掌握的是稀缺要素，他方拥有的却为过剩要素，这种买卖只能是不平等或不等价的交换。而在现代的开放式产权制度中，不再是每一个劳动者分别和所有者进行买卖，而是相反地由作为劳动（经营，经营也是劳动）主体的公司分别和许多所有者进行买卖，同时劳动者相互之间也进行交换[11]。
2. 上述现代产权制度中的两种买卖或交换分开为前后两个独立的过程。前一个过程：原来是所有权购买劳动，支付劳动价格，在产权社会化的条件下将转变为劳动（经营）购买产权即财产的占有、支配和使用权，支付产权价格，从而支配产权，劳动 （经营）成为生产的主体，这种买卖是产权的等价交换。后一个过程就是在包括经理、专家、职员和工人等在内的劳动者之间实现没有所有者参与的劳动等价交换，这是在他自由选择和市场对他们选择而就业的基础上，依劳动的价值或价格而进行的交换，即劳动平等、报酬平等得以实现的形式，是劳动不等价交换的否定[11]。
3. 概而言之，在产品和劳动社会化基础上实现财产权利社会化，才能形成现代新型市场经济体系及新型企业制度和政府职能，才能导致劳动者——人的解放和获得才能、个性的全面和自由的发展，劳动平等、报酬平等，社会公平和高度效率统一（包含共同富裕，即有先富后富和富裕程度不同的共同富裕）等进步人类所追求的价值目标的实现，这也就是社会主义所追求的价值目标[11]。

## 研究个论
- 林子力认为：商品经济的漫长历史经历划时代的三大阶段：一是产品的商品化，二是劳动的商品化，三是产权的商品化[12]；社会主义和商品经济统一，就是等量劳动交换通过市场；具备等量劳动交换性质的新型等价交换，就是社会主义商品经济的根本特征[13]；劳动商品化、市场化是劳动平等、报酬平等这一社会主义目标的实现[14]。
- 关柏春认为：在资本主义手工业时代劳动近似商品，在资本主义大工业时代劳动力是商品，而在资本主义后工业时代则劳动是商品[15]；社会主义条件下劳动是商品，社会主义社会的工资是劳动的价格，为劳动价值的表现形式；利润为劳动所创造，劳动者的资本收入具有劳动收入的性质[16]；劳动商品论证明了劳动的商品性质，就为建立起科学的社会主义政治经济学体系奠定了基础[17]。
- 秦凤白认为：在生产资料私有制为主体（资本主义）的条件下劳动力是主体性商品，在生产资料公有制为主体（社会主义）的条件下劳动是主体性商品；作为一种特殊的原始性商品，劳动的价值是指具体劳动中所包含的抽象的活劳动，而活劳动的价值量则等于该劳动所创造的物化劳动的价值量；社会主义市场经济条件下的按劳分配就是按劳动的价值分配即按劳动所创造的价值分配，劳动者的工资本质上是劳动的价值或价格，而其形式则表现为劳动力的价值或价格；剩余价值是剩余劳动的价值或剩余劳动所创造的价值，而利润则是剩余价值的现象形态或转化形式；劳务（即劳动服务）是服务性劳动与物质资料（生产资料与生活资料）的特定组合，而劳务的价值就是劳动者在劳动服务过程中所耗费的劳动（活劳动）的价值与所耗费的物质资料（物化劳动）的价值之和；劳动的商品化使得资本主义条件下的资本家消费或企业家消费转化为社会主义条件下的企业家消费或社会公共消费，从而使得现代社会主义市场经济与现代资本主义市场经济条件下的社会生产和再生产过程（生产、交换、分配、消费）的形式相同但其本质不同；社会主义市场经济使劳动者的劳动与劳动力、劳动与价值一致而统一，社会主义市场经济的本质是通过市场实现劳动者的劳动交换，最大限度地满足全体劳动人民即整个社会日益增长的物质生活和文化生活的需要[3]。

## 理论实践意义
- 劳动商品论，更新了商品范畴，丰富了劳动价值理论，奠定了科学的社会主义政治经济学理论体系依以建立的基础[18]。
- 劳动商品论，科学地说明了按劳分配的实现形式，为开放劳动市场与实现自主劳动提供了理论前提[19]。

## 阙疑争鸣

### 逻辑上是否存在循环论证
这里存在几代劳动价值理论研究者一直困惑不解的一个逻辑问题——“劳动是商品”的论断中到底是否存在循环论证？
非劳动商品论者从斯密和李嘉图等古典经济学家的价值决定理论出发说明劳动的价值时，导致循环论证或同义反复。而劳动商品论者从马克思的劳动二重性论断出发说明劳动的价值时，则不存在循环论证或同义反复的问题。

### 理论与实践上是否可行
非劳动商品论者或者从传统的劳动价值理论出发，认为活劳动商品化在理论上不成立；或者从传统的市场经济实际出发认为其在实践上不可行。劳动商品论者从马克思的劳动二重性论断出发，认为劳动商品化在理论上能够成立，在实践上可行。

### 引用
1. ↑  林子力. . 北京: 经济科学出版社. 1994: 556–560.
2. ↑  关柏春. . 北京: 中国经济出版社. 1993: 29–32.
3. 1 2  秦凤白. . 社会科学评论. 2005, (2).
4. 1 2 3  秦凤白. . 湖北社会科学. 2008, (8).
5. ↑  斯密. . 北京: 商务印书馆. 1972: 26–32,58–80.
6. ↑  马克思 恩格斯. . 北京: 人民出版社. 1972: 585–587.
7. ↑  关柏春. . 社会科学评论. 2004, (3).
8. 1 2  关柏春. . 社会科学评论. 2005, (2).
9. ↑  马克思 恩格斯. . 北京: 人民出版社. 1972: 193–194.
10. ↑  秦凤白. . 理论纵横. 2011, (1).
11. 1 2 3  林子力. . 学术研究. 1995, (2).
12. ↑  林子力. . 北京: 经济科学出版社. 1994: 545–549.
13. ↑  林子力. . 北京: 经济科学出版社. 1987: 41–45.
14. ↑  林子力. . 北京: 经济科学出版社. 1994: 280.
15. ↑  关柏春. . 北京: 中国经济出版社. 1993: 186.
16. ↑  关柏春. . 中州学刊. 2003, (6).
17. ↑  关柏春. . 北京: 中国经济出版社. 1993: 110.
18. ↑  关柏春. . 北京: 中国经济出版社. 1993: 101,103,105.
19. ↑  关柏春. . 北京: 中国经济出版社. 1993: 76,84,100.
20. ↑  韦行.活劳动商品存在吗?[N].光明日报,1986.10.11.
21. ↑  颜新宝.活劳动不是商品[N].光明日报,1986.10.25.
22. ↑  忠东.新型等价交换:一个新的乌托邦[J].中国社会科学院研究生院学报,1989,(03).
23. ↑  张晋光.新型等价交换是社会主义商品经济的根本特征——读林子力《论新型等价交换》[J].经济问题,1988,(6).
24. ↑  赵履宽 杨体仁.是劳动市场,还是活劳动市场?[N].光明日报,1986.08.23.
25. ↑  魏杰 张宇.研究社会主义商品经济问题的新思路[N].光明日报,1988.10.01.

### 书籍
- 中国大百科全书总编委会.中国大百科全书(14).北京:中国大百科全书出版社,2009.
- 斯密.国民财富的性质和原因的研究(上卷).北京:商务印书馆,1972.
- 马克思 恩格斯.马克思恩格斯全集(第23卷).北京:人民出版社,1972.
- 林子力.论新型等价交换.北京:经济科学出版社,1987.
- 林子力.社会主义经济论——论中国经济改革(第三卷).北京:经济科学出版社,1994.
- 关柏春.劳动商品论.北京:中国经济出版社,1993.